# Skate Canada 2022
Navigation
Édition précédente Édition suivante
Le Skate Canada (ou Internationaux Patinage Canada) est une compétition internationale de patinage artistique qui se déroule au Canada au cours de l'automne. Il accueille des patineurs amateurs de niveau senior dans quatre catégories: simple messieurs, simple dames, couple artistique et danse sur glace.
Le quarante-huitième Skate Canada est organisé du 28 au 30 octobre 2022 au Paramount Fine Foods Centre de Mississauga dans la province de l'Ontario. Il est la deuxième compétition du Grand Prix ISU senior de la saison 2022/2023.
Depuis le 1er mars 2022, l'Union internationale de patinage interdit aux patineurs artistiques et aux officiels de la fédération de Russie et de la Biélorussie de participer et d'assister à toutes les compétitions internationales en raison de l'invasion russe de l'Ukraine le 24 février 2022. Les athlètes russes et biélorusses ne peuvent donc participer à aucune épreuve du Grand Prix ISU 2022-2023.

## Résultats

### Messieurs
| Rang    | Nom               | Pays       | Points | Programme court | Programme court | Programme libre | Programme libre |
| ------- | ----------------- | ---------- | ------ | --------------- | --------------- | --------------- | --------------- |
| 1       | Shoma Uno         | Japon      | 273.15 | 2               | 89.98           | 1               | 183.17          |
| 2       | Kao Miura         | Japon      | 265.29 | 1               | 94.06           | 2               | 171.23          |
| 3       | Matteo Rizzo      | Italie     | 251.03 | 3               | 81.18           | 4               | 169.85          |
| 4       | Keegan Messing    | Canada     | 250.72 | 4               | 79.69           | 3               | 171.03          |
| 5       | Camden Pulkinen   | États-Unis | 219.06 | 5               | 75.07           | 8               | 143.99          |
| 6       | Lukas Britschgi   | Suisse     | 212.43 | 8               | 64.35           | 6               | 148.08          |
| 7       | Stephen Gogolev   | Canada     | 210.64 | 11              | 57.94           | 5               | 152.70          |
| 8       | Aleksandr Selevko | Estonie    | 206.11 | 10              | 60.37           | 7               | 145.74          |
| 9       | Jimmy Ma          | États-Unis | 204.39 | 9               | 61.73           | 9               | 142.66          |
| 10      | Deniss Vasiļjevs  | Lettonie   | 197.45 | 7               | 69.01           | 10              | 128.44          |
| 11      | Conrad Orzel      | Canada     | 195.42 | 6               | 69.69           | 11              | 125.73          |
| Forfait | Jin Boyang        | Chine      |        |                 |                 |                 |                 |

### Dames
| Rang | Nom                 | Pays         | Points | Programme court | Programme court | Programme libre | Programme libre |
| ---- | ------------------- | ------------ | ------ | --------------- | --------------- | --------------- | --------------- |
| 1    | Rinka Watanabe      | Japon        | 197.59 | 6               | 63.27           | 1               | 134.32          |
| 2    | Starr Andrews       | États-Unis   | 191.26 | 5               | 64.69           | 2               | 126.57          |
| 3    | You Young           | Corée du Sud | 190.15 | 4               | 65.10           | 4               | 125.05          |
| 4    | Ava Marie Ziegler   | États-Unis   | 186.76 | 3               | 66.49           | 7               | 120.27          |
| 5    | Rika Kihira         | Japon        | 184.33 | 8               | 59.27           | 3               | 125.06          |
| 6    | Niina Petrõkina     | Estonie      | 181.34 | 7               | 61.68           | 8               | 119.66          |
| 7    | Madeline Schizas    | Canada       | 180.59 | 1               | 67.90           | 9               | 112.69          |
| 8    | Yuhana Yokoi        | Japon        | 178.73 | 12              | 54.87           | 5               | 123.86          |
| 9    | Lindsay Thorngren   | États-Unis   | 176.09 | 10              | 55.16           | 6               | 120.93          |
| 10   | Gabrielle Daleman   | Canada       | 171.61 | 2               | 66.65           | 11              | 104.96          |
| 11   | Lindsay van Zundert | Pays-Bas     | 160.96 | 9               | 55.22           | 10              | 105.74          |
| 12   | Eliška Březinová    | Tchéquie     | 159.03 | 11              | 55.14           | 12              | 103.89          |

### Couples
| Rang    | Nom                                      | Pays       | Points | Programme court | Programme court | Programme libre | Programme libre |
| ------- | ---------------------------------------- | ---------- | ------ | --------------- | --------------- | --------------- | --------------- |
| 1       | Riku Miura / Ryuichi Kihara              | Japon      | 212.02 | 1               | 73.39           | 1               | 138.63          |
| 2       | Emily Chan / Spencer Akira Howe          | États-Unis | 186.48 | 2               | 67.39           | 3               | 119.09          |
| 3       | Sara Conti / Niccolò Macii               | Italie     | 186.18 | 3               | 66.66           | 2               | 119.52          |
| 4       | Brooke McIntosh / Benjamin Mimar         | Canada     | 175.49 | 4               | 60.82           | 4               | 114.67          |
| 5       | Valentina Plazas / Maximiliano Fernandez | États-Unis | 164.14 | 5               | 55.70           | 5               | 108.44          |
| 6       | Jelizaveta Žuková / Martin Bidař         | Tchéquie   | 153.50 | 6               | 52.84           | 7               | 100.66          |
| 7       | Kelly Ann Laurin / Loucas Éthier         | Canada     | 152.09 | 8               | 50.84           | 6               | 101.25          |
| Abandon | Alisa Efimova / Ruben Blommaert          | Allemagne  |        | 7               | 51.49           |                 |                 |

### Danse sur glace
| Rang | Nom                                       | Pays        | Points | Danse rythmique | Danse rythmique | Danse libre | Danse libre |
| ---- | ----------------------------------------- | ----------- | ------ | --------------- | --------------- | ----------- | ----------- |
| 1    | Piper Gilles / Paul Poirier               | Canada      | 215.70 | 1               | 87.23           | 1           | 128.47      |
| 2    | Lilah Fear / Lewis Gibson                 | Royaume-Uni | 209.18 | 2               | 83.80           | 2           | 125.38      |
| 3    | Marjorie Lajoie / Zachary Lagha           | Canada      | 195.49 | 4               | 75.94           | 3           | 119.55      |
| 4    | Caroline Green / Michael Parsons          | États-Unis  | 194.19 | 3               | 76.13           | 4           | 118.06      |
| 5    | Marie-Jade Lauriault / Romain Le Gac      | Canada      | 189.07 | 5               | 74.59           | 5           | 114.48      |
| 6    | Emily Bratti / Ian Somerville             | États-Unis  | 179.14 | 6               | 70.85           | 6           | 108.29      |
| 7    | Misato Komatsubara / Tim Koleto           | Japon       | 166.06 | 7               | 68.88           | 7           | 97.18       |
| 8    | Holly Harris / Jason Chan                 | Australie   | 159.92 | 8               | 67.68           | 8           | 92.24       |
| 9    | Molly Cesanek / Yehor Yehorov             | États-Unis  | 150.79 | 9               | 61.40           | 9           | 89.39       |
| 10   | Mariia Nosovitskaya / Mikhail Nosovitskiy | Israël      | 146.49 | 10              | 58.03           | 10          | 88.46       |

## Source
- Résultats du Skate Canada 2022